# Bernoulliborg
De Bernoulliborg (10500 m2 bruto vloeroppervlak) is een gebouw van de Rijksuniversiteit Groningen gelegen op het Zernikecomplex. Het biedt plaats aan 350 medewerkers en 500 studenten. Met zijn afmetingen van 33 bij 83 meter en een hoogte van 27 meter biedt het gebouw ruimte voor de centrale afdelingen van de Faculteit Wiskunde en Natuurwetenschappen en de afdelingen voor wiskunde, informatica en kunstmatige intelligentie.

## Beschrijving

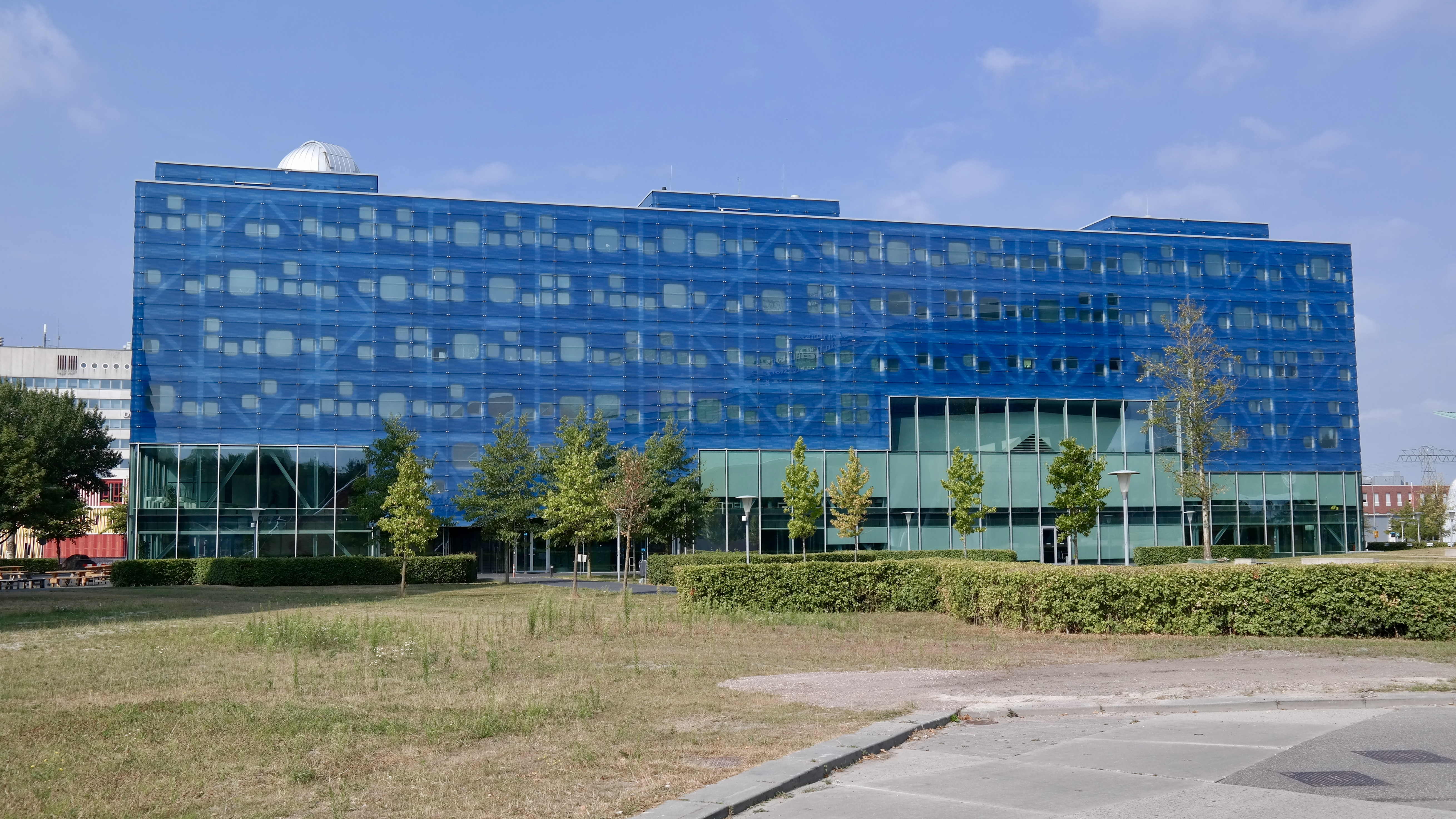
Oostzijde van Bernoulliborg in 2018

### Ontwerp
Het door architectenbureau De Zwarte Hond ontworpen gebouw is bekleed met blauw gezeefdrukte glazen panelen en geplaatst op een transparante plint van twee bouwlagen. In het kader van de Groningse Dag van de Architectuur won het gebouw de tweede juryprijs. De jury noemde het gebouw onder andere fundamenteel goed. In de publiekscategorie haalde het gebouw de top 3 niet..

### Naam
De naam Bernoulliborg werd gekozen uit de inzendingen van een prijsvraag. Enerzijds worden hiermee Johan Bernoulli (hoogleraar in Groningen) en zijn zoon Daniel Bernoulli (geboren in Groningen) vernoemd, anderzijds wordt verwezen naar de oude Groningse borgen (kasteelachtige, versterkte herenboerderijen).

### Oplevering
Op 1 september 2007, nog voor de bouw voltooid was, betrokken de instituten voor wiskunde en informatica vroegtijdig het gebouw, wat tot klachten leidde. In november en december volgden de afdeling Kunstmatige Intelligentie en de centrale afdelingen en werd het gebouw opgeleverd. Op 7 februari 2008 opende prof. dr. Koos Duppen (lid van het College van Bestuur) het gebouw.
Op 27 april 2009 opende Albert Heijn een filiaal van zijn AH To Go-formule in de Bernoulliborg. Hoewel de winkel zich in het gebouw bevindt, is deze alleen buitenlangs te bereiken.

## Sterrenwacht 'Blaauw'
In april 2008 is op het dak van de Bernoulliborg een koepel met een doorsnede van 6,5 meter geplaatst waarin zich de Blaauw sterrenwacht bevindt.
In de sterrenwacht bevindt zich de Gratama telescoop, een 40 centimeter F/8 Ritchey-Chrétien spiegeltelescoop welke een geschenk was van de Gratama Stichting, en voor het eerst werd getest in mei 2008. Op donderdag 11 september 2008 vond de officiële opening plaats. De openingsceremonie werd door Rector magnificus Zwarts gehouden.
De telescoop heeft optiek van hoge kwaliteit en is mede door zijn zeer gevoelige digitale camera uitermate geschikt voor het fotograferen van zwakke objecten diep in het heelal. De foto's hebben weinig last van ruis doordat de camera gekoeld wordt. De telescoop wordt bestuurd vanuit een kleine controlekamer. Ook is er een kleine spectroscoopkamer om de chemische samenstelling van bijvoorbeeld sterren, sterrenstelsels of de zon te bepalen.
De sterrenwacht is genoemd naar professor Adriaan Blaauw, een Nederlandse sterrenkundige.